# Egon Müller (Ingenieur)
Otto Rudolf Egon Müller (* 25. Juni 1952) ist ein deutscher Ingenieur. Nach einem Studium des Maschinenbaus und der Betriebsgestaltung an der Ingenieurhochschule Zwickau wurde er dort 1984 zum Dr.-Ing. promoviert. Anschließend war er von 1985 bis 1992 in einem Industrieunternehmen leitend tätig, bevor er 1992 zum Professor an der FH Zwickau berufen wurde. Von 2002 bis 2018 war Professor für Fabrikplanung und Fabrikbetrieb an der TU Chemnitz. Er ist Autor oder Mitautor zahlreicher wissenschaftlicher Aufsätze und Publikationen.